# Take It Easy
Take It Easy è il singolo di debutto del gruppo musicale statunitense Eagles, scritto da Jackson Browne e un componente del gruppo stesso, Glenn Frey, che ne era la voce. È stato rilasciato il primo maggio, 1972 e raggiunse il suo apice al n.12 del Billboard Hot 100 il 22 luglio, 1972. Era anche la traccia di apertura dell'album di debutto eponimo della banda ed è diventata una delle loro canzoni d'autore, inclusa in tutte le loro compilation ed esibizioni dal vivo. È elencata nel The Rock and Roll Hall of Fame's 500 Songs that Shaped Rock and Roll.
Jackson Browne la pubblicò a sua volta nell'album For Everyman.

## Tracce
Lato A
1. Take It Easy – 3:21 (Frey, Browne)

Lato B
1. Get You In The Mood – 0:52 (Frey)

## Formazione
- Don Henley - batteria, cori
- Glenn Frey - chitarra, voce
- Randy Meisner - basso, cori
- Bernie Leadon - chitarra, mandolino, banjo

## Classifiche
| Classifica               | Posizione migliore |
| ------------------------ | ------------------ |
| U.S. Billboard Hot 100   | 12                 |
| Canadian RPM Top Singles | 8                  |